# Tachydromia tuberculata
Tachydromia tuberculata is een vliegensoort uit de familie van de Hybotidae. De wetenschappelijke naam van de soort is voor het eerst geldig gepubliceerd in 1864 door Loew.